# Chrysoperla mutata
Chrysoperla mutata is een insect uit de familie van de gaasvliegen (Chrysopidae), die tot de orde netvleugeligen (Neuroptera) behoort. 
Chrysoperla mutata is voor het eerst wetenschappelijk beschreven door McLachlan in 1898.